# Nephtys zatsepini
Nephtys zatsepini är en ringmaskart som beskrevs av Jirkov 1986. Nephtys zatsepini ingår i släktet Nephtys och familjen Nephtyidae. Inga underarter finns listade i Catalogue of Life.